# Kanton Grasse-2
Der Kanton Grasse-2 ist ein französischer Wahlkreis im Département Alpes-Maritimes in der Region Provence-Alpes-Côte d’Azur. Er umfasst einen Teilbereich der Gemeinde Grasse und eine weitere Gemeinde im Arrondissement Grasse. Durch die landesweite Neuordnung der französischen Kantone wurde er 2015 neu geschaffen.

## Gemeinden
Der Kanton besteht aus zwei Gemeinden und Gemeindeteilen mit insgesamt 41.281 Einwohnern (Stand: 1. Januar 2022) auf einer Gesamtfläche von 37,11 km²:
| Gemeinde        | Einwohner 1. Januar 2022 | Fläche km² | Dichte Einw./km² | Code INSEE | Postleitzahl |
| --------------- | ------------------------ | ---------- | ---------------- | ---------- | ------------ |
| Grasse          | 30.434                   | 23,59      | 1.290            | 06069      | 06130, 06520 |
| Mouans-Sartoux  | 10.847                   | 13,52      | 802              | 06084      | 06370        |
| Kanton Grasse-2 | 41.281                   | 37,11      | 1.112            | 0612       | –            |

1. ↑   Nur der südöstliche Teil der Gemeinde, der Rest gehört zum Kanton Grasse-1.

## Politik
| Vertreter im Departementrat | Vertreter im Departementrat                   | Vertreter im Departementrat |
| Amtszeit                    | Namen                                         | Partei                      |
| --------------------------- | --------------------------------------------- | --------------------------- |
| 2015–2021                   | Marie-Louise Gourdon Jean-Raymond Vinciguerra | PS EELV                     |
| 2021–                       | Marie-Louise Gourdon Mathieu Panciatici       | PS EELV                     |